# Го Юйчжу
Го Юйчжу́ (кит. упр. 郭雨竹, пиньинь Guō Yǔzhú; род. 20 июля 1999, Харбин, КНР) — китайская фигуристка, выступающая в танцах на льду с Чжао Пэнкунем. Они — бронзовые призёры чемпионата Китая (2017).

## Карьера
Го Юйчжу родилась и начала заниматься фигурным катанием в Харбине. На раннем этапе соревновалась в одиночном катании, достигнув национального уровня. В декабре 2012 года участвовала в чемпионате Китая и финишировала во втором десятке участниц. На следующем национальном первенстве соревновалась уже в другой категории, Го перешла в танцы на льду, где ей составил пару Чжао Пэнкунь. Наставниками дуэта выступили Си Хунъянь и Чжэн Сюнь.
В 2016 году дебютировали в юниорском Гран-при. На льду «Ледового дворца» в Саранске, дуэт в обеих программах выполнил поддержки на четвёртый (максимальный) уровень и показал девятый итоговый результат. После этого, впервые в карьере завоевали медаль национального чемпионата, замкнув тройку лучших танцевальных дуэтов страны. Благодаря этому достижению Федерация фигурного катания включила Го и Чжао в состав сборной на Универсиаду. В Алма-Ате после исполнения первого вида программы занимали двенадцатое место. В произвольном танце ни один исполненный элемент не был «отминусован» судьями, что позволило паре подняться на одну строчку в итоговом протоколе. Завершили сезон 2016/2017 выступлением на юниорском чемпионате мира, на котором не сумели квалифицироваться в финальный сегмент. Единственным элементом пары, получившим положительные надбавки GOE, стала поддержка четвёртого уровня сложности.
В следующем сезоне Го и партнёр снова получили возможность выступить на одном этапе серии Гран-при среди юниоров. На турнире в Минске повторили прошлогодний результат, расположившись на девятом месте. На внутреннем первенстве финишировали рядом с пьедесталом. Не попав в состав сборной на главные старты, они завершили международный сезон.
На старте сезона 2018—2019 годов состязались на юниорском Гран-при в Чехии. Это было последнее выступление Го и Чжао в рамках серии, поскольку их возраст стал превышать допустимые пределы для данных соревнований. На чемпионате страны стали четвёртыми. Китай имел три квоты в танцах на льду на чемпионате четырёх континентов и туда были отправлены все медалисты национального первенства, а Го и Чжао выступили на красноярской Универсиаде. После первого дня соревнований дуэт закрепился на одиннадцатой строчке и сумел сохранить эту позицию после исполнения произвольного танца.
Музыкальной сопровождающей нового ритм-танца стал саундтрек к фильму «Дети свинга», для произвольного танца были выбраны композиции «One Thousand Years» Кристины Перри и инструментальная «Dance for Me Wallis» за авторством Абеля Коженёвского. Новые постановки пара смогла представить на международном соревновании Shanghai Trophy. Спустя месяц, дебютировали на взрослом Гран-при, приняв участие в «домашнем» этапе, проходившем в Чунцине. Го и партнёр обновили достижения по системе ИСУ в короткой и произвольной программах, по сумме баллов, а также по технической оценке и компонентам в каждом из сегментов. В турнирной таблице китайского внутреннего первенства оказались на четвёртой позиции, тем самым выдав серию из четвёртых мест подряд (2018, 2019, 2020).

## Результаты
| Соревнования                | 13/14         | 14/15         | 15/16         | 16/17         | 17/18         | 18/19         | 19/20         | 20/21         |
| Международные               | Международные | Международные | Международные | Международные | Международные | Международные | Международные | Международные |
| --------------------------- | ------------- | ------------- | ------------- | ------------- | ------------- | ------------- | ------------- | ------------- |
| Гран-при. Cup of China      |               |               |               |               |               |               | 9             | 4             |
| Shanghai Trophy             |               |               |               |               |               |               | 4             |               |
| Универсиада                 |               |               |               | 11            |               | 11            |               |               |
| Международные среди юниоров |               |               |               |               |               |               |               |               |
| Чемпионат мира              |               |               |               | 23            |               |               |               |               |
| Гран-при. Чехия             |               |               |               |               |               | 15            |               |               |
| Гран-при. Белоруссия        |               |               |               |               | 9             |               |               |               |
| Гран-при. Россия            |               |               |               | 9             |               |               |               |               |
| Национальные                |               |               |               |               |               |               |               |               |
| Чемпионат Китая             | 18            | 8             | 10            | 3             | 4             | 4             | 4             |               |